# Chisec
Chisec é uma cidade da Guatemala do departamento de Alta Verapaz.